# CityGML

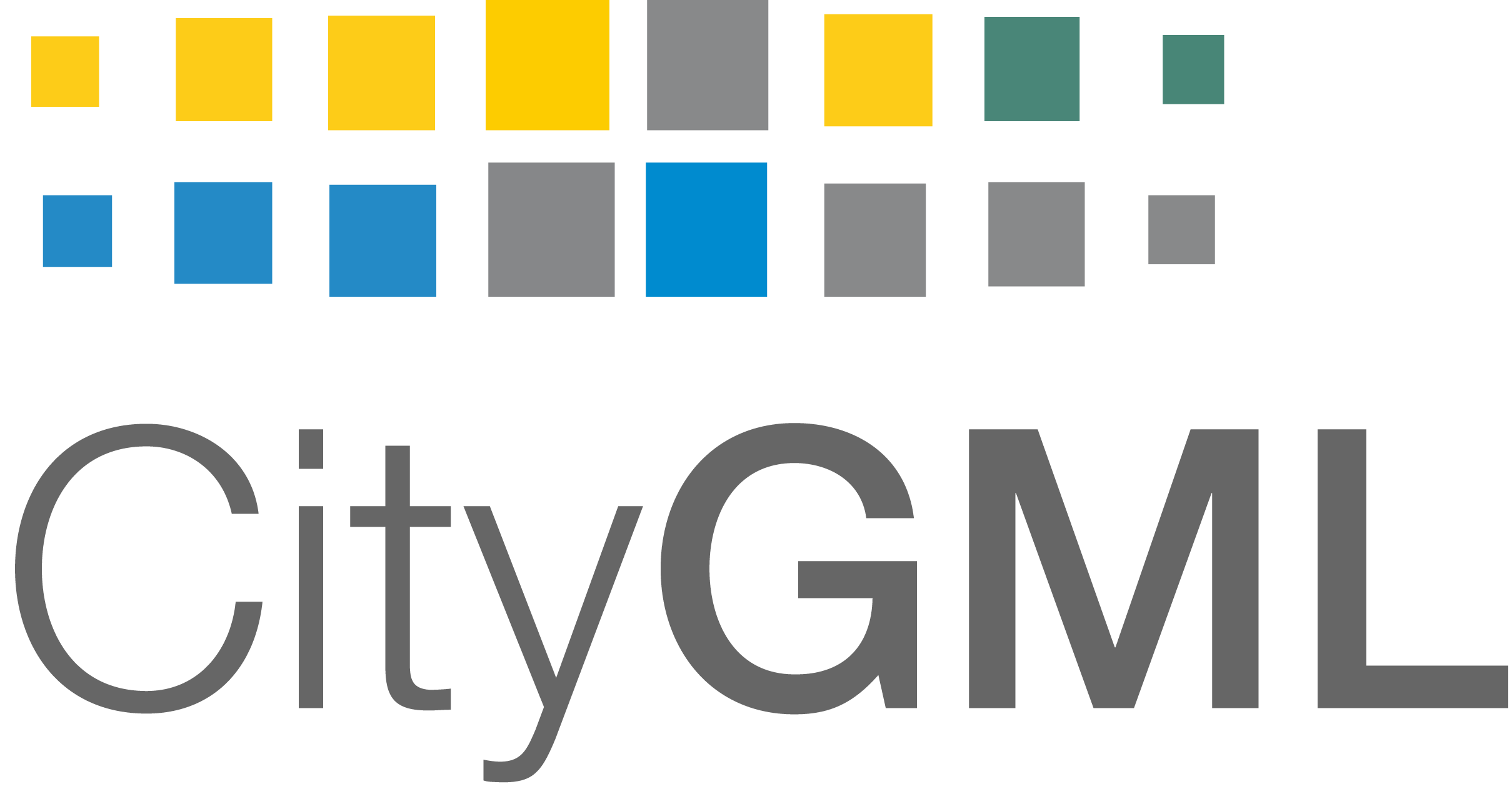
Logo

CityGML es un modelo de información común para la representación de conjuntos de objetos urbanos en 3D. Define las clases y relaciones para los objetos topográficos más relevantes en modelos de ciudades en lo que respecta a sus propiedades geométricas, topológicas, semánticas y de apariencia.
En él se incluyen las jerarquías de generalización entre clases temáticas, agregaciones, relaciones entre objetos y propiedades espaciales. Esta información temática va más allá de los formatos de intercambio gráfico y hace posible emplear modelos 3D de ciudades virtuales para tareas de análisis sofisticados en distintas aplicaciones como son las simulaciones, la minería de datos urbanos, la gestión de los edificios y sus servicios o las emergencias.
CityGML es un modelo de datos abierto y un formato basado en XML para el almacenamiento e intercambio de datos. Está implementado como un esquema de aplicación para el Geography Markup Language 3 (GML3), el estándar internacional emitido por el Open Geospatial Consortium (OGC) y la ISO TC211. CityGML pretende convertirse en un estándar abierto y por lo tanto se puede utilizar de forma libre.
La OGC adoptó la versión 1.0.0 de CityGML como un estándar oficial OGC en agosto de 2008. En abril de 2012 se lanzó la versión 2.0.0.

## Características
Las principales características de CityGML son las siguientes:
- Es un modelo de información geoespacial para paisajes urbanos basados de la familia ISO 191xx.
- Realiza representaciones GML3 de geometrías 3D basada en el modelo ISO 19107.
- Permite la representación de las características superficiales del objeto (texturas, materiales)
- Dispone de los siguientes grupos de taxonomías y agregaciones:

Modelos Digitales del Terreno como una combinación de redes irregulares de triángulos (TIN), celdas raster regularizadas, líneas de rotura y de esqueleto y masa puntos.
Lugares (actualmente edificios. Los puentes y túneles en el futuro).
Vegetación (áreas, volúmenes y objetos solitarios con clasificación de vegetación).
Cuerpos de agua (volúmenes, superficies).
Instalaciones de transporte.
Mobiliario urbano.
Objetos urbanos genéricos y atributos.
Agrupación definidas por el usuario.
- Los modelos en CityGML tienen cinco tipos de niveles de detalle (LOD, en su acrónimo inglés):

LOD 0: Regional, paisaje
LOD 1: Ciudad, región
LOD 2: Distritos urbanos, proyectos
LOD 3: Modelos arquitectónicos (exterior), lugares de interés.
LOD 4: Modelos arquitectónicos (interior)
- Permite varias representaciones en diferentes niveles de detalle simultáneamente.
- Conexiones topológicas opcionales entre objetos (sub)métricos

## Servicios web OGC
Debido a que CityGML se basa en GML3 combina perfectamente con la gama completa de otros estándares OGC. Así, los servicios WFS, CS-W, WCTS y WPS son especialmente relevantes para acceder, procesar e identificar recursos CityGML. Para su visualización en 3D, CityGML debe considerarse como un formato base desde el cual los formatos de gráficos 3D puedan obtenerse fácilmente.